# Pukaskwa National Park
Pukaskwa National Park er en  nationalpark, der ligger syd for byen  Marathon  i  Thunder Bay District   i den canadiske provins Ontario. Parken ligger ved nordkysten af Lake Superior. Pukaskwa blev officielt oprettet som nationalpark i 1978 og har et areal på 1.878 kvadratkilometer.

## Historie
I Pukaskwa nationalpark findes spor som tyder på at mennesker har boet i området i lang tid, særligt langs Lake Superiors strande. Mest kendte er de såkaldte Pukaskwa Pits (en), en mærkelig samling gruber i jorden med hidtil ukendt formål, i nærheden af en af parkens større floder Pukaskwa River.
Da de første europæere nåede Lake Superior, som den franske opdagelsesrejsende Étienne Brûlé i året 1618, blev området allerede beboet af  Ojibwa-indianere (anishinaabe). Efter de første opdagelsesrejsendes beskrivelser af områdets naturressourcer fulgte missionærer, handelsmænd og minearbejdere.
I 1880'erne blev en ny jernbane nord for Lake Superior anlagt og omkring det følgende århundredeskifte begyndte kommerciel skovfældning at bedrives i området. Også pelshandel var ved siden af skoven og minerne et af de vigtigere tidlige erhverv i området.

## Geografi
Fjeldgrundene i området hvor Pukaskwa National Park ligger er en del af det canadiske skjold og naturen i parken består foruden kystområderne til Lake Superior af et ganske så uvejsomt landskab bevokset med boreal skov, med floder og vandfald. Den højeste bjergtop i parken er Tip Top Mountain, der er 641 moh.

## Fauna og flora
I Pukaskwa  National Park er der blevet bedrevet forskning på interaktionen mellem elg, ulv og skovlevende caribou (nordamerikansk rensdyr). Caribouen har levet i området siden slutningen af den seneste istid, for omkring 10.000 år siden, men er i den senere tid blevet stadig mere sjældne og er også forsvundet fra dele af sit tidligere udbredelsesområde. Dens tilbagegang menes blandt andet at bero på skovfældning. Elgen har i stedet, med skovbruget som en bidragende faktor, øget sit antal, som også har lokket flere ulve til området.

## Eksterne kilder og henvisninger
- Wikimedia Commons har flere filer relateret til Pukaskwa National Park
- Officielt websted
- State of the Park Report 2008  Arkiveret 19. oktober 2013 hos  Wayback Machine